# Агро-Пелище (футбольный клуб)
«Агро-Пелище» (бел. «Агра-Пелішча») — белорусский футбольный клуб из Каменца.

## История
Футбольный клуб основан при одном из ведущих сельских хозяйств Каменецкого района ОАО «Агро-Пелище», под чьим названием и стал выступать на любительском уровне. В сезоне 2023 года клуб заявился для участия во Второй лиге. В марте 2024 года стало известно, что клуб стал участником обновлённой Второй лиги.

## Главные тренеры
| Главный тренер            | Период работы |
| ------------------------- | ------------- |
| Дмитрий Сергеевич Пыкавый | 20??—н. в.    |